# Haiti nos Jogos Olímpicos de Verão de 2020
O Haiti foi representado nos Jogos Olímpicos de Verão de 2020 em Tóquio. Originalmente programados para ocorrerem de 24 de julho a 9 de agosto de 2020, os Jogos foram adiados para 23 de julho a 8 de agosto de 2021, por causa da pandemia COVID-19. Será a 17ª participação da nação nos Jogos Olímpicos de Verão desde sua estreia em 1900.

## Competidores
Abaixo está a lista do número de competidores nos Jogos.
| Esporte   | Masculino | Feminino | Total |
| --------- | --------- | -------- | ----- |
| Atletismo | 0         | 1        | 1     |
| Boxe      | 1         | 0        | 1     |
| Judô      | 0         | 1        | 1     |
| Taekwondo | 0         | 1        | 1     |
| Total     | 1         | 3        | 4     |

## Atletismo
O Haiti recebeu vagas de Universalidade da IAAF para enviar uma atleta para os Jogos.ref>«Road to Olympic Games 2020». World Athletics. Consultado em 11 de junho de 2021</ref>
- Nota– As posições para os eventos de pista são em relação à bateria do atleta
- Q = Qualificado para a próxima fase
- q = Qualificado para a próxima fase como o perdedor mais rápido ou, em eventos de campo, pela posição sem atingir o alvo para qualificação
- NR = Recorde nacional
- N/A = Fase não aplicável para o evento
- Bye = Atleta não precisou disputar aquela fase

Eventos de pista e estrada
| Atleta            | Evento         | Eliminatória | Eliminatória | Quartas-de-final | Quartas-de-final | Semifinal | Semifinal | Final     | Final   |
| Atleta            | Evento         | Resultado    | Posição      | Resultado        | Posição          | Resultado | Posição   | Resultado | Posição |
| ----------------- | -------------- | ------------ | ------------ | ---------------- | ---------------- | --------- | --------- | --------- | ------- |
| Vanessa Clerveaux | 100 m feminino |              |              |                  |                  |           |           |           |         |

## Boxe
O Haiti inscreveu um boxeador para o torneio olímpico de boxe após receber uma vaga da Comissão Tripartite.
| Atleta               | Evento           | Fase de 32           | Oitavas-de-final     | Quartas-de-final     | Semifinais           | Final                | Final   |
| Atleta               | Evento           | Adversário Resultado | Adversário Resultado | Adversário Resultado | Adversário Resultado | Adversário Resultado | Posição |
| -------------------- | ---------------- | -------------------- | -------------------- | -------------------- | -------------------- | -------------------- | ------- |
| Darrelle Valsaint Jr | -75 kg masculino |                      |                      |                      |                      |                      |         |

## Judô
O Haiti inscreveu uma judoca para o torneio baseado no ranking olímpico individual da International Judo Federation.
Feminino
| Atleta          | Evento | Fase de 32           | Oitavas-de-final     | Quartas-de-final     | Semifinais           | Repescagem           | Final / BM           | Final / BM |
| Atleta          | Evento | Adversária Resultado | Adversária Resultado | Adversária Resultado | Adversária Resultado | Adversária Resultado | Adversária Resultado | Posição    |
| --------------- | ------ | -------------------- | -------------------- | -------------------- | -------------------- | -------------------- | -------------------- | ---------- |
| Sabiana Anestor | –52 kg |                      |                      |                      |                      |                      |                      |            |

## Taekwondo
O Haiti inscreveu um atleta para a competição de taekwondo nos Jogos. A atleta Aliyah Shipman conquistou a vaga na categoria meio-médio (67 kg) ao terminar entre as duas melhores no Torneio Pan-Americano de Qualificação Olímpica de 2020 em San José.
| Atleta         | Evento          | Oitavas-de-final     | Quartas-de-final     | Semifinais           | Repescagem           | Final / BM           | Final / BM |
| Atleta         | Evento          | Adversária Resultado | Adversária Resultado | Adversária Resultado | Adversária Resultado | Adversária Resultado | Posição    |
| -------------- | --------------- | -------------------- | -------------------- | -------------------- | -------------------- | -------------------- | ---------- |
| Aliyah Shipman | −67 kg feminino |                      |                      |                      |                      |                      |            |